# Nyssocnemis
Nyssocnemis là một chi bướm đêm thuộc họ Noctuidae.

## Loài
- Nyssocnemis eversmanni (Lederer, 1853)